# (546) Herodías
(546) Herodías es un asteroide perteneciente al cinturón de asteroides descubierto el 10 de octubre de 1904 por Paul Götz desde el observatorio de Heidelberg-Königstuhl, Alemania.
Está nombrado en honor de la princesa idumea Herodías, esposa de Herodes Agripa.